# Frances O'Connor
Frances Ann O'Connor (Wantage, Oxfordshire, 12 de juny de 1967) és una actriu anglesa. El 2022 va debutar com a guionista i directora amb Emily.

## Filmografia
| Any  | Títol                                                         | Paper                             | Notes                                                              |  |
| ---- | ------------------------------------------------------------- | --------------------------------- | ------------------------------------------------------------------ |  |
| 1993 | Law of the Land                                               | Marissa Green                     | Sèrie de televisió                                                 |  |
| 1994 | Halifax f.p: The Feeding                                      | Frances                           | Pel·lícula de televisió                                            |  |
| 1994 | The Damnation of Harvey McHugh                                | Georgina                          | Episodi: "Heaven Knows Mr. McHugh"                                 |  |
| 1995 | Bathing Boxes                                                 | Segona dona                       | Curtmetratge                                                       |  |
| 1995 | Snowy River: The McGregor Saga                                | Rachel McAlister                  | Episodi: "A New Life: Part 1" Episodio: "A New Life: Part 2"       |  |
| 1996 | Shark Bay                                                     | Dr. Jane                          | Pel·lícula de televisió                                            |  |
| 1996 | Blue Heelers                                                  | Gabe Greenway                     | 3 episodis                                                         |  |
| 1996 | G. P.                                                         | Karen Papadopoulos                | Episodi: "Someone to Turn To"                                      |  |
| 1996 | Love and Other Catastrophes                                   | Mia                               |                                                                    |  |
| 1997 | Frontline                                                     | Kristy                            | Episodi: "I Get the Big Names"                                     |  |
| 1997 | Kiss or Kill                                                  | Nikki Davies                      |                                                                    |  |
| 1997 | Thank God He Met Lizzie                                       | Jenny                             |                                                                    |  |
| 1998 | A Little Bit of Soul                                          | Kate Haslett                      |                                                                    |  |
| 1999 | Mansfield Park                                                | Fanny Price                       |                                                                    |  |
| 2000 | About Adam                                                    | Laura Owens                       |                                                                    |  |
| 2000 | Madame Bovary                                                 | Emma Bovary                       | Pel·lícula de televisió                                            |  |
| 2000 | Bedazzled                                                     | Alison Gardner / Nicole Delarusso |                                                                    |  |
| 2001 | Artificial Intelligence: AI                                   | Monica Swinton                    |                                                                    |  |
| 2002 | La importància de ser franc (The Importance of Being Earnest) | Gwendolen Fairfax                 |                                                                    |  |
| 2002 | Windtalkers                                                   | Rita                              |                                                                    |  |
| 2003 | Timeline                                                      | Kate Ericson                      |                                                                    |  |
| 2004 | Piccadilly Jim                                                | Ann Chester                       |                                                                    |  |
| 2004 | Iron Jawed Angels                                             | Lucy Burns                        | Pel·lícula de televisió                                            |  |
| 2004 | Book of Love                                                  | Elaine Walker                     |                                                                    |  |
| 2004 | The Lazarus Child                                             | Alison Heywood                    |                                                                    |  |
| 2005 | Three Dollars                                                 | Tanya Harnovey                    |                                                                    |  |
| 2008 | Cashmere Mafia                                                | Zoe Burden                        | 7 episodis                                                         |  |
| 2009 | Blessed                                                       | Rhonda                            |                                                                    |  |
| 2010 | Ice                                                           | Sarah                             | Mini-sèrie                                                         |  |
| 2011 | The hunter                                                    | Lucy Armstrong                    |                                                                    |  |
| 2012 | Little Red Wagon                                              | Margaret                          |                                                                    |  |
| 2013 | Emanuel and the Truth About Fishes                            | Janice                            |                                                                    |  |
| 2014 | The missing                                                   | Emily Hughes                      | Nominada – Golden Globe Awards a millor actriu de sèrie o telefilm |  |
| 2016 | The Conjuring 2: The Enfield Poltergeist                      | Peggy Hodgson                     |                                                                    |  |
| 2020 | Go Karts                                                      | Christie Hooper                   |                                                                    |  |